# Obeliks
Obeliks (fr. Obélix) – postać fikcyjna, stworzona przez Rene Goscinnego i Alberta Uderzo na potrzeby komiksu o Asteriksie z 1959. Obeliks jest najlepszym przyjacielem Asteriksa i towarzyszy mu we wszystkich jego przygodach (z wyjątkiem albumu Przygody Gala Asteriksa).

## Historia postaci

### Debiut w komiksie
Goscinny i Uderzo, pracując nad pierwszym komiksem o Asteriksie, nie byli zgodni co do tego, kim ma być i jak ma wyglądać główny bohater. Uderzo chciał, by był on wysokim Celtem o blond włosach. Goscinny uważał natomiast, że pierwsze skrzypce winien grać mały, ale sprytny wojownik.
W Przygodach Gala Asteriksa (początkowo publikowanych w odcinkach na łamach francuskiego czasopisma Pilote) głównym bohaterem był, zgodnie z wizją Goscinnego,  Asteriks – Gal o niewielkim wzroście, ale będący w stanie przechytrzyć przeciwników. Na drugim planie zaistniała narysowana przez Uderzo za zgodą Goscinnego postać wysokiego i silnego Gala o imieniu Obeliks. Ponieważ w wiosce istniały już postacie wojownika (Asteriks), kowala (Tenautomatiks) czy wodza (Asparanoiks), Uderzo uczynił z Obeliksa twórcę i dostawcę menhirów.

### Pochodzenie imienia

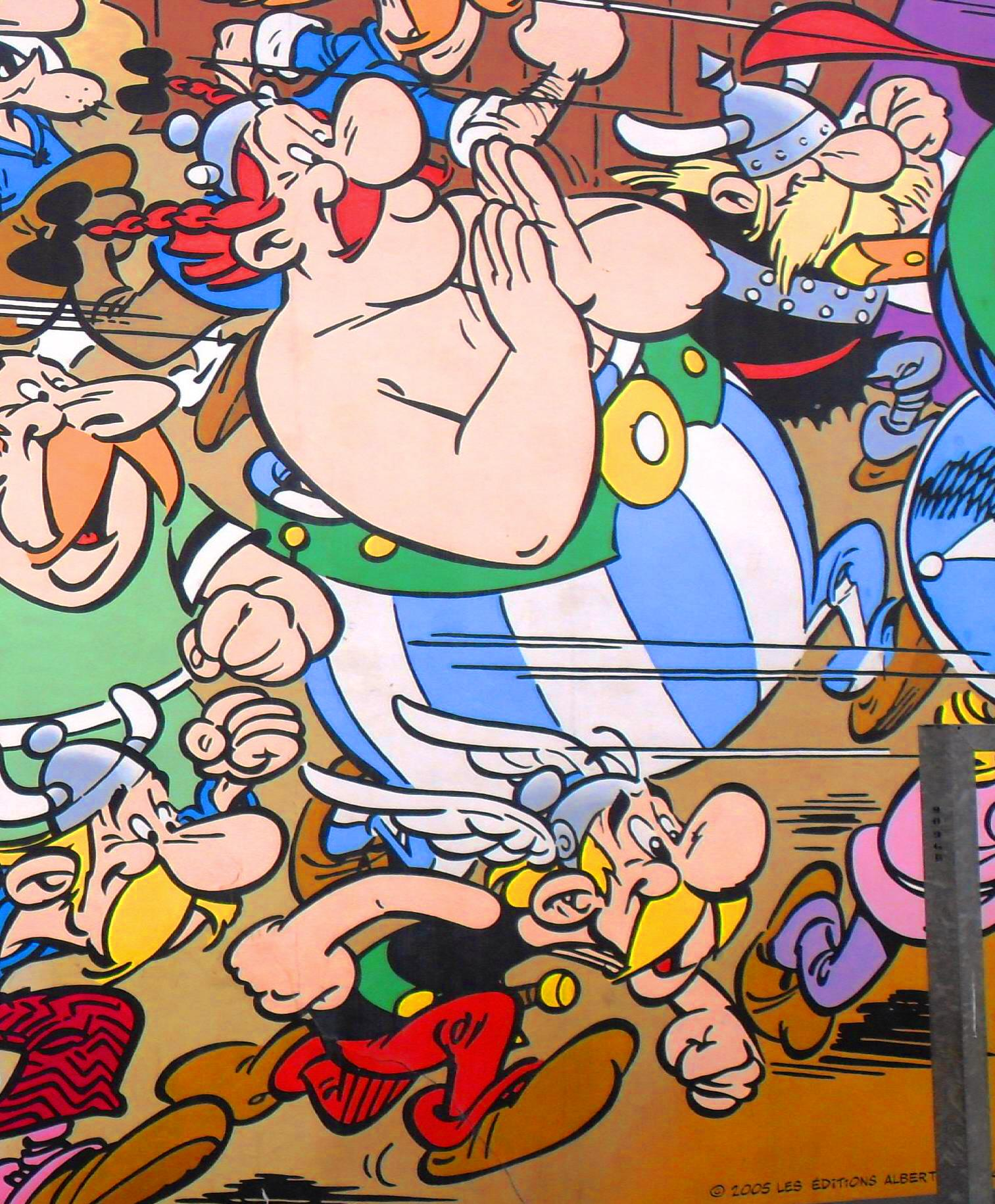
Obeliks, Asteriks i inni Galowie pędzą bić Rzymian

W języku francuskim imię Obeliksa jest nawiązaniem do obelisku (fr. obélisque) jako do pomnika i obelisku (fr. obèle) jako znaku edytorskiego, który często towarzyszy asteryskowi.

## Fikcyjna biografia
Obeliks urodził się w 85 r. p.n.e. jako syn dwójki Galów, Żelatyny (fr. Gélatine) i Onadobnodaliksa (fr. Obélodalix). Komiks W 35 r. p.C. z 1994 r. sugeruje, że Asteriks i Obeliks urodzili się tego samego dnia i o tej samej godzinie; ta informacja przeczy jednak fabule komiksu Obeliks i spółka (1976 r.), gdzie świętuje się jedynie urodziny Obeliksa.
Jako dziecko Obeliks był nieśmiałym i tchórzliwym chłopcem, a jego jedynym przyjacielem był mały Asteriks. To właśnie on namówił Obeliksa, by wybrał się do chaty Panoramiksa i wypił trochę magicznego napoju, korzystając z nieobecności druida. Obeliks, próbując łyknąć napoju z kociołka, wpadł do naczynia i wypił wszystko, co się tam znajdowało. Po wyłowieniu go przez Panoramiksa okazało się, że młody Gal na stałe znalazł się pod wpływem napoju magicznego.
Jako dorosły Obeliks stał się wytwórcą i dostawcą menhirów.
Komiks Obélisc’h sugeruje, że Obeliks stał się protoplastą dynastii wojowników, która przetrwała aż do XX wieku.

## Opis postaci
Obeliks jest korpulentnym mężczyzną o rudych włosach (zaplatanych w warkoczyki) i wąsach. Ubiera się w spodnie w pionowe, biało-niebieskie paski, ma na sobie także brązowe buty i niewielki hełm.
Od czasu wypadku z dzieciństwa znajduje się pod stałym działaniem magicznego napoju Panoramiksa i tym samym posiada nadludzką siłę. Mimo to Obeliks przy każdej okazji chce spróbować napoju raz jeszcze, choć Panoramiks prawie zawsze mu go odmawia.
Ulubioną rozrywką Obeliksa jest polowanie i zjadanie dzików, a także spuszczanie lania napotkanym Rzymianom.

## Rodzina i przyjaciele
Rodzicami Obeliksa są Żelatyna (fr. Gélatine) i Onadobnodaliks (fr. Obélodalix). W okresie narodzin dziecka mieszkali w wiosce Galów. Jakiś czas później przenieśli się do Condate. Komiks Asteriks i Latraviata wskazuje, że ojciec Obeliksa (wraz z Astronomiksem, ojcem Asteriksa) prowadzi w Condate sklep z pamiątkami.
Na kartach komiksu Złoty sierp pojawiła się postać Ameriksa, dalekiego kuzyna Obeliksa, który mieszka w Lutecji i zajmuje się produkcją sierpów.
Najlepszymi przyjaciółmi Obeliksa są Asteriks oraz piesek Obeliksa, Idefiks.

## Adaptacje
Postać Obeliksa pojawiła się w każdej adaptacji przygód Asteriksa.

### Filmy animowane
| Film                                            | Głos | Głos (w wersji polskiej)                    |
| ----------------------------------------------- | --- | ------------------------------------------- |
| Asterix Gall                                    | Jacques Morel | Jan Prochyra                                |
| Asterix i Kleopatra                             | Jacques Morel | Jan Prochyra                                |
| Dwanaście prac Asteriksa                        | Jacques Morel | Czesław Mroczek (1979), Jan Prochyra (1995) |
| Asterix kontra Cezar                            | Pierre Tornade | Cezary Julski (1987), Jan Prochyra (1995)   |
| Asterix w Brytanii                              | Pierre Tornade | Jan Prochyra                                |
| Wielka bitwa Asteriksa                          | Pierre Tornade | Jan Prochyra                                |
| Asterix podbija Amerykę                         | Pierre Tornade (wersja francuska), Ottfried Fischer (wersja niemiecka), Howard Lew Lewis (wersja angielska), Carles Canout (wersja hiszpańska) | Tomasz Grochoczyński                        |
| Asterix i wikingowie                            | Jacques Frantz | Wiktor Zborowski                            |
| Asteriks i Obeliks: Osiedle bogów               | Guillaume Briat | Arkadiusz Jakubik                           |
| Asteriks i Obeliks: Tajemnica magicznego wywaru | Guillaume Briat | Wiktor Zborowski                            |

### Filmy aktorskie
| Film                                              | Aktor            | Głos w wersji polskiej |
| ------------------------------------------------- | ---------------- | ---------------------- |
| Asterix i Obelix kontra Cezar                     | Gérard Depardieu | Wiktor Zborowski       |
| Asterix i Obelix: Misja Kleopatra                 | Gérard Depardieu | Wiktor Zborowski       |
| Asterix na olimpiadzie                            | Gérard Depardieu | Wiktor Zborowski       |
| Asterix i Obelix: W służbie Jej Królewskiej Mości | Gérard Depardieu | Wiktor Zborowski       |
| Asterix i Obelix: Imperium Smoka                  | Gilles Lellouche | Wiktor Zborowski       |